# Казело деј Морти (Козенца)
Казело деј Морти је насеље у Италији у округу Козенца, региону Калабрија.
Према процени из 2011. у насељу је живело 631 становника. Насеље се налази на надморској висини од 284 м.